# ئی‌ام‌دی ای‌ئی‌ام-۷
ئی‌ام‌دی ای‌ئی‌ام-۷ (انگلیسی: EMD AEM-۷) یک لوکوموتیو برقی ساخت شرکت الکترو-موتیو دیزل است.
این لوکوموتیو مابین سال‌های ۱۹۷۸ تا ۱۹۸۸ تولید می‌شده دارای ۹۱٫۶۳ تن وزن و ۲۰۱ کیلومتر در ساعت سرعت نهایی بوده است.

## نگارخانه

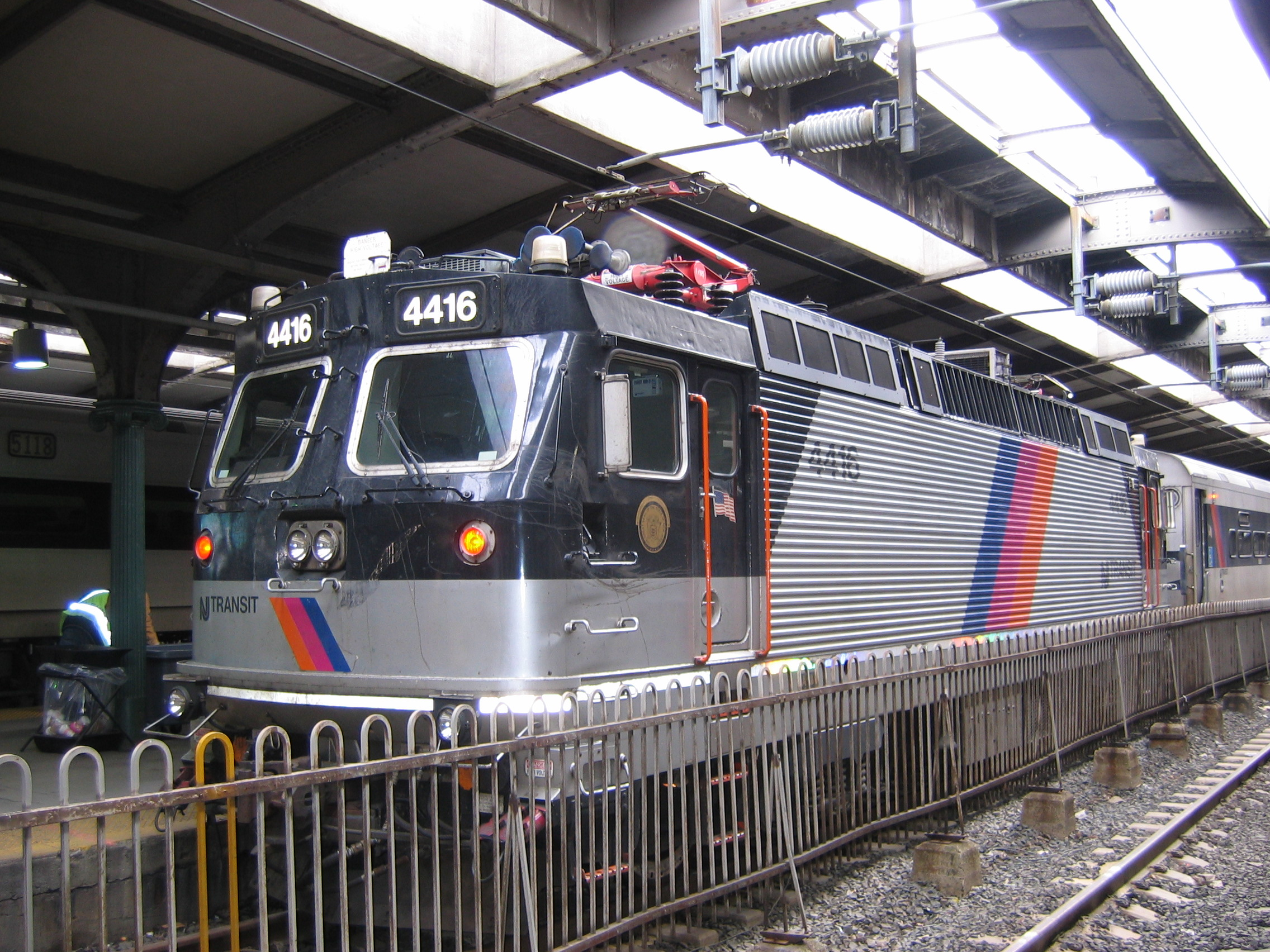
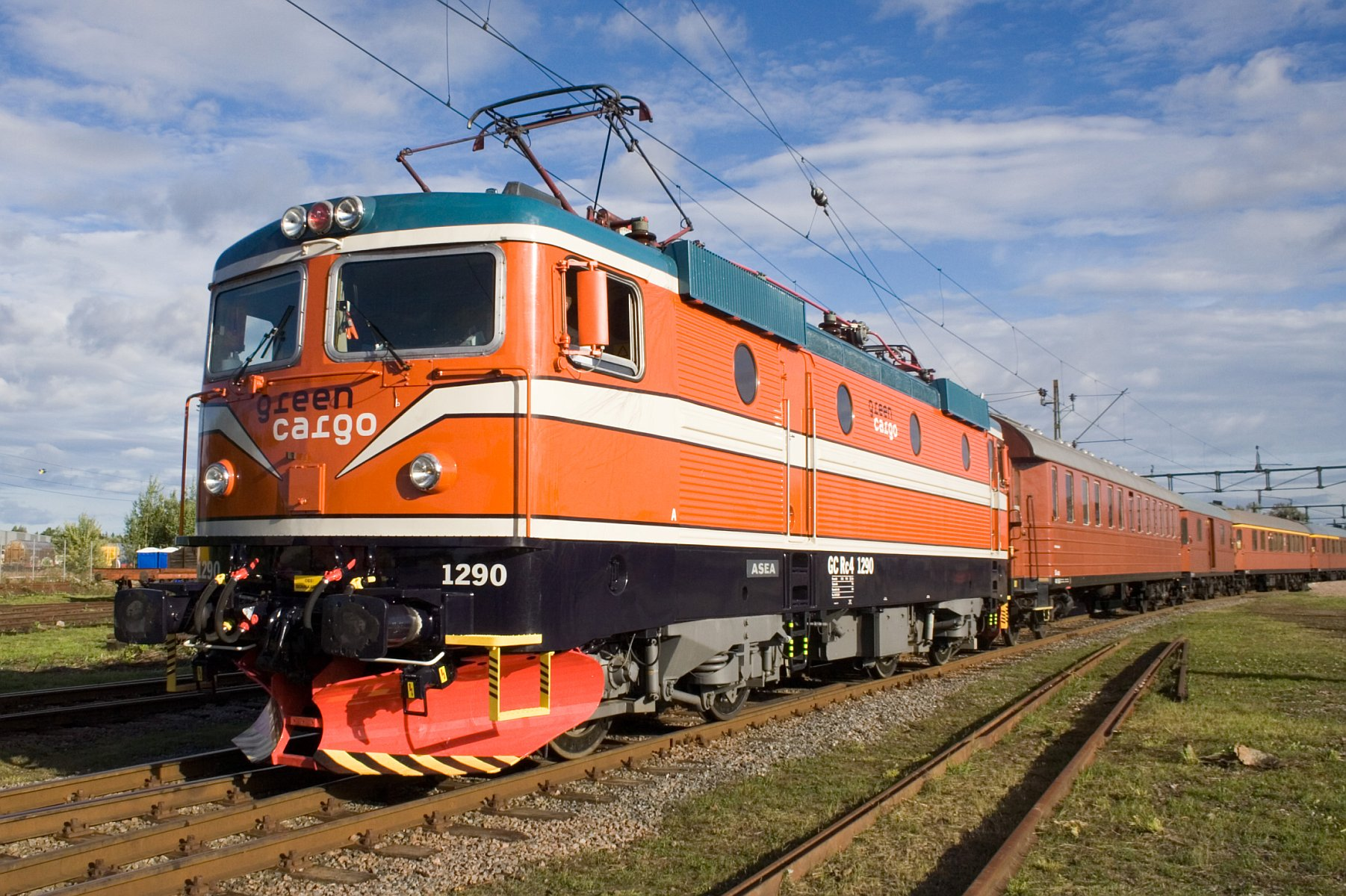